# Koza złotawa
Koza złotawa kózka złotawa (Sabanejewia aurata) – gatunek słodkowodnej ryby karpiokształtnej z rodziny piskorzowatych (Cobitidae).

## Występowanie
Europa Środkowa i Azja.
Żyje w szybko płynących rzekach, zarówno płytkich jak i głębokich. Chętnie chowa się między kamieniami.

## Opis
Ciało wydłużone i bocznie spłaszczone. Głowa mała, stanowi około 21% długości całkowitej ciała. Oczy małe, wysoko osadzone na głowie. Otwór gębowy mały, dolny, otoczony trzema parami wąsików: pierwsza leży pośrodku wargi górnej, druga nieco dalej, a trzecia, najdłuższa (jej końce mogą sięgać do połowy średnicy oka), znajduje się w kącikach otworu gębowego. Pod okiem dwudzielny, silny kolec, grubszy niż u kozy pospolitej. Ciało pokrywają małe łuski, których długość jest mniejsza niż szerokość. Za płetwą grzbietową po obu stronach jest kil skórny, szczególnie wyraźnie widoczny w części grzbietowej. Wszystkie płetwy lekko zaokrąglone, tylko ogonowa jest prawie równo ścięta. Na wewnętrznej części 2 promienia płetw piersiowych występuje okrągła płytka kostna zwana płytką Canestriniego.
Ciało koloru jasnożółtego. Wzdłuż grzbietu ciągnie się rząd średnio 12–13 ciemnych, dużych, brązowych plam. Podobne plamy w liczbie od 9 do 18 tworzą rzędy po bokach ciała. Plamy te są nieregularne lub prawie kwadratowe. Między szeregiem plam grzbietowych i bocznych ciało jest gęsto pigmentowane w drobne, nieregularne, porozrzucane ciemne plamki, które pokrywają także głowę i pokrywy skrzelowe. Brzuch i dolne partie głowy jaśniejsze, prawie białe. Płetwy koloru żółtawego. Płetwy grzbietowa i ogonowa pokryte rzędami drobnych, ciemnych plamek, tworzących odpowiednio 3–4 i 4–6 pasów w poprzek. Przy nasadzie płetwy ogonowej znajdują się dwie wyraźne, ciemne plamy, które czasami leżą blisko siebie.

## Odżywianie
Żywi się fauną denną.

## Ochrona
Na terenie Polski wszystkie gatunki piskorzowatych (kozowatych) są objęte ścisłą ochroną gatunkową.